# Ŷ
Ŷ (minuskule ŷ) je speciální znak latinky, používaný ve velštině a v indiánském jazyce tupí. Nazývá se Y s cirkumflexem.
V Unicode má Ŷ a ŷ tyto kódy:
Ŷ U+0176
ŷ U+0177